# Louis F. Neuweiler’s Sons
Louis F. Neuweiler’s Sons war eine US-amerikanische Brauerei in Allentown. Die Geschichte der Brauerei beginnt mit der Gründung der Germania Brewery im Jahr 1878 und endet mit der Schließung der Neuweiler-Brauerei im Jahr 1968.

## Geschichte
Im Jahr 1878 gründete der Geschäftsmann und Hotelier Benedict Nuding die Germania Brewery an der 114 South 7th Street in Allentown. Diese Brauerei befand sich direkt hinter Nudings „Germania Hotel“ und hatte eine jährliche Kapazität von 4.000 Barrel. Später lernte Nuding den deutschen Emigranten und Brauer Louis F. Neuweiler kennen, mit dem er eine Geschäftspartnerschaft einging – die Germania Brewery wurde in Nuding Brewing Company umbenannt.
Die Brauerei war erfolgreich: Bis 1900 erreichte man einen Jahresausstoß von 20.000 Barrel. Da Nuding in den Ruhestand ging, übernahm Neuweiler im gleichen Jahr dessen Anteile und benannte das Unternehmen in Nuding-Neuweiler Brewing Company um. Als 1905 Neuweilers ältester Sohn Charles als Partner in das Unternehmen einstieg, wurde der Name zu Louis F. Neuweiler & Son geändert.
Aufgrund ihres anhaltenden Erfolgs entschieden sich die Neuweilers, eine neue, größere Brauerei zu errichten. Im Jahr 1911 kauften sie ein Stück Land an der Ecke Front und Gordon Street und beauftragten das Architektenbüro Peukert & Wunder, die neue Brauerei zu entwerfen. Am 28. April 1913 wurde der neue Brauereikomplex eröffnet. Die neue Brauerei beschäftigte vierzig Angestellte und erreichte eine jährliche Produktionsmenge von 50.000 Barrel. Ein unter dem Grundstück gelegener unterirdischer See wurde erschlossen und ein eigenes Kraftwerk errichtet – die Brauerei war somit von der Strom- und Wasserversorgung durch die Stadt unabhängig. Ein weiterer Vorteil des neuen Standorts war seine Nähe zur Eisenbahn. Als Neuweilers Sohn Louis Jr. in das Unternehmen einstieg, wurde der Name Louis F. Neuweiler & Sons gewählt. 1925 wurde der bis zur Firmenschließung gültige Name Louis F. Neuweiler’s Sons angenommen.
Während der Zeit der Prohibition produzierte die Neuweiler-Brauerei alkoholreduziertes Leichtbier und Limonade. Der Mobster Dutch Schultz bot den Neuweiler-Söhnen eine halbe Million US-Dollar für ihre Brauerei, um sie für die illegale Produktion von Bier zu nutzen. Die Neuweilers lehnten ab.
Firmengründer Louis F. Neuweiler starb 1929, seine Söhne übernahmen die Leitung des Unternehmens. Zum Ende der Prohibition im Jahr 1933 verfügte die Brauerei über einen Vorrat von 180.614 Gallonen noch nicht zu Leichtbier destilliertem Bier, mit welchem sie wieder in den Markt einsteigen konnten. Neuweiler-Bier wurde unter dem Slogan „Nix besser“ vertrieben.
1941 wurde ein Ausstoß von 300.000 Barrel erreicht. Die Neuweiler-Brauerei distribuierte ihre Produkte in zehn amerikanische Bundesstaaten. Trotz des allgemeinen wirtschaftlichen Aufschwungs konnte die Brauerei jedoch nicht mit den großen, mittlerweile landesweit agierenden Brauerei wie Schlitz oder Pabst mithalten, die mit groß angelegten Werbekampagnen und Skaleneffekte in ihrer Produktion sowohl in ihren Marketinganstrengungen sowie ihrer Profitabilität überlegen waren. 
Am 25. August 1967 musste die Neuweiler-Brauerei mit 800.000 US-Dollar Schulden Insolvenz anmelden. Der Produktionsbetrieb lief unter der Aufsicht von Treuhändern noch bis zum 31. Mai 1968. Die Brauanlagen wurden verkauft, das Grundstück ging an die Hanna Construction Company. Die Neuweiler-Biermarken wurden von der Henry F. Ortlieb Brewing Company aus Philadelphia aufgekauft.
Die ehemaligen Brauereigebäude wurden am 27. Juni 1980 auf das National Register of Historic Places gesetzt und können heute noch gesehen werden.
Auf dem Höhepunkt ihres Erfolgs produzierte die Neuweiler-Brauerei circa 400.000 Barrel pro Jahr und hatte 15 Biermarken in ihrem Sortiment.